# ILiteratura.cz
iLiteratura.cz – czeski portal internetowy poświęcony literaturze czeskiej i zagranicznej. Został założony w 2002 roku.
Projekt oferuje recenzje zarówno książek czeskich, jak i czeskich przekładów literatury zagranicznej, a także komentarze do dzieł zagranicznych, które nie zostały jeszcze wydane w języku czeskim. Koncentruje się przede wszystkim na literaturze współczesnej i za swój cel stawia uchwycenie różnorodności zjawisk literackich, a zarazem identyfikację podobieństw i problemów łączących środowiska kulturowe na całym świecie. Prezentuje autorów czeskich i zagranicznych, informuje czytelników o nagrodach literackich, festiwalach, targach książki itp.
Portal odnotowuje ponad 50 tys. odsłon miesięcznie (stan na 2020 rok). Stanowi pierwszy czeski projekt czasopisma literackiego wydawanego wyłącznie w formie internetowej. 
Funkcję redaktora naczelnego pełni Jovanka Šotolová. 